# Isotrias huemeri
Isotrias huemeri is een vlinder uit de familie bladrollers (Tortricidae). De wetenschappelijke naam is voor het eerst geldig gepubliceerd in 1993 door Trematerra.
De soort komt voor in Europa.